# Nifurtimox
Nifurtimox este un antibiotic și antiparazitar din clasa nitrofuranilor utilizat în tratamentul bolii Chagas (ca alternativă la benznidazol) și al bolii somnului. Calea de administrare disponibilă este cea orală.
Nifurtimox a fost aprobat pentru uz medical în anul 1965. Se află pe lista medicamentelor esențiale ale Organizației Mondiale a Sănătății. Este disponibil doar în regiunile lumii în care sunt comune cele două boli, unde Organizația Mondială a Sănătății îl distribuite gratuit.